# Boo, Bitch
Boo, Bitch est une mini-série télévisée américaine en huit épisodes d'environ 25 minutes, créée par Erin Ehrlich et Lauren Iungerich, diffusée le 8 juillet 2022 sur la plateforme Netflix.

## Distribution

### Acteurs principaux
- Lana Condor (VF : Adeline Chetail) : Erika Vu
- Zoe Colletti (VF : Clara Quilichini) : Gia, la meilleure amie d'Erika
- Mason Versaw (VF : Clément Moreau (acteur)) : Jake C, le crush d'Erika
- Aparna Brielle (VF : Charlotte Hervieux) : Riley, une fille populaire,  ex petite amie de Jake C
- Tenzing Norgay Trainor : Gavin, leader des Afterlifers

### Acteurs secondaires
- la famille d'Erika :
  - John Brantley Cole : Dr Vu, le père
  - Cathy Vu : Mrs Vu, la mère
  - Van Brunelle : Oliver Vu, le petit frère
- le group d'ami de Riley et Jake C :
  - Jami Alix : Lea, meilleure amie de Riley
  - Michael Solomon : Jake M, petit ami de Lea
  - Brittany Bardwell : Sophia
  - Conor Husting : Jake W, crush de Gia
  - Austin Fryberger : Archer
- The Afterlifers :
  - Reid Miller (VF : Benjamin Bollen) : Brad, un magicien
  - Abigail Achiri : Raven, une sorcière
  - Savira Windyani : Sail
- autres étudiants :
  - Alyssa Jirrels : Alyssa, une mère adolescente qui a accouche dans une piscine
  - Madison Thompson : Emma, à la tête des préparatifs du bal de promo
  - Nick Benson : Chase, ex-petit ami de Jake W
  - Jason Genao : Devon, ennemi d'enfance d'Erika
  - Violet Spingarn : Keisha, une skateuse

 Source et légende : version française (VF) sur RS Doublage

## Production
La production de la mini-série a été confiée à Erin Ehrlich scénariste, réalisateur, co-showrunner de Crazy Ex-Girlfriend et Lauren Iungerich connue pour les séries Awkward et On My Block.